# 여물

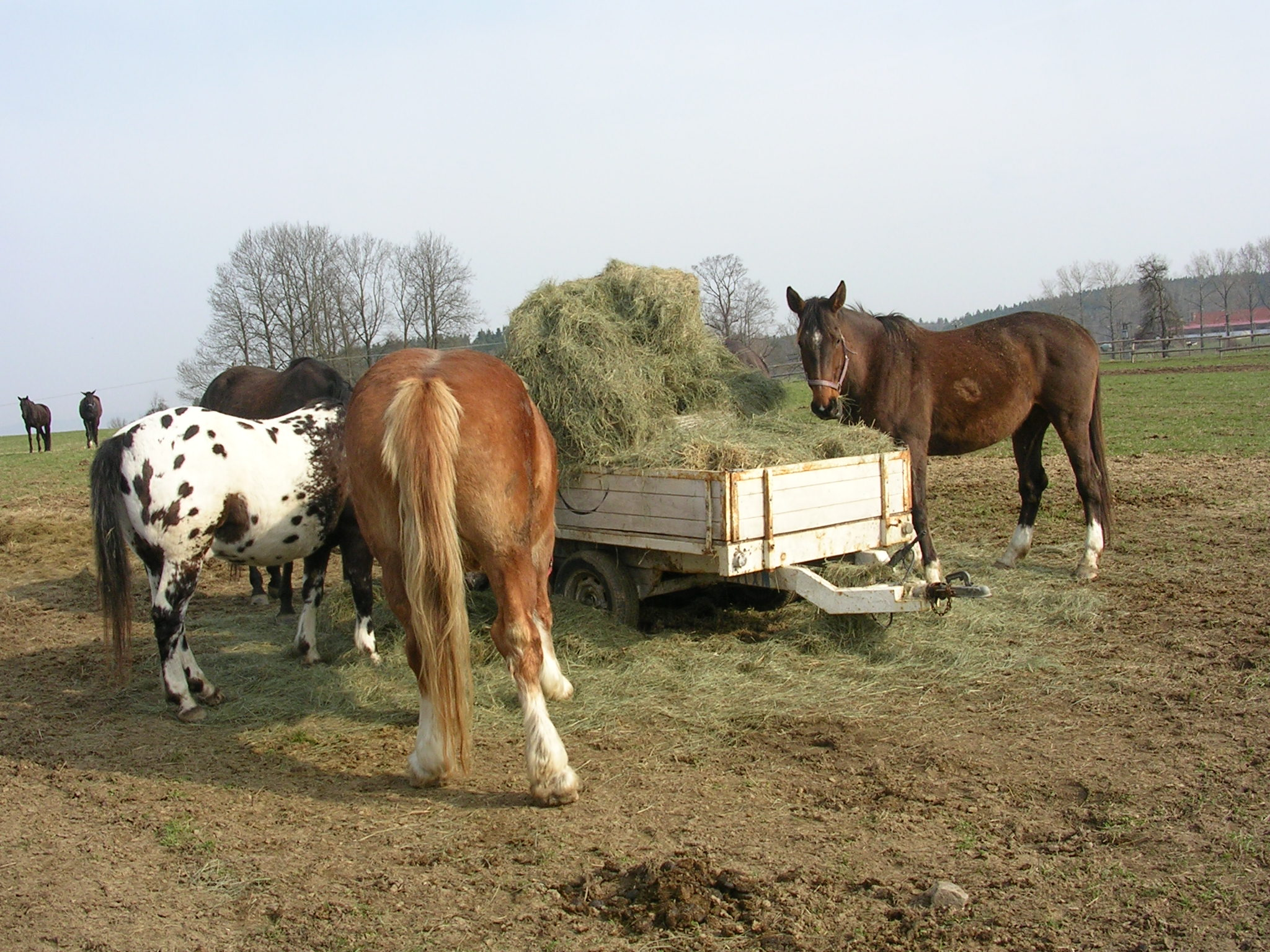
여물을 먹는 말

여물(영어: forage)은 방목지의 가축 (소와 말)에게 먹이는 초목 사료이며, 주로 초목의 잎과 줄기를 재료로 한다. 말에게 먹이는 것은 마초(馬草) 또는 말꼴이라고도 한다. 과거에는 여물이라는 용어는 '동물들에게 직접 먹이는 목초, 작물 잔해, 다 자라지 못한 곡물'만을 의미하였으나, 의미의 확장으로 인하여 현재는 '건초와 사일리지 등의 가공된 사료'에 사용되기도 한다.

## 일반적인 여물

### 벼과
벼과 여물은 다음을 포함한다.
- 겨이삭속
- 참새귀리속
- 우산잔디
- 오리새
- 김의털속
- 쥐보리속
- 갈풀
- 포아풀속
  - 왕포아풀
- 솔새

### 협과
협과 여물은 다음을 포함한다:
- 자주개자리
- 토끼풀
- 매듭풀
- 개자리속
  - 자주개자리
- 토끼풀속
  - 붉은토끼풀
  - 토끼풀
- 나비나물속

### 사일리지
사일리지 여물은 다음을 포함한다:
- 자주개자리
- 옥수수
- 수수새속
- 귀리

### 수상 여물
- 물상추
- 부레옥잠
- 공심채

## 같이 보기
- 구유